# Long Qingquan
Long Qingquan (kineski: 龙清泉), (Hunan, 3. prosinca 1990.) je kineski dizač utega. 
Na ljetnim olimpijskim igrama u Pekingu 2008., natjecao se u kategoriji do 56 kilograma gdje je osvojio zlatnu medalju, isto je ponovio na olimpijadi u Rio de Janeiru gdje je također osvojio zlatnu medalju.  Oborio je dva juniorska svjetska rekorda u svojoj disciplini.